# هوراس سيلفر
هوراس سيلفر (بالإنجليزية: Horace Silver)‏ هو قائد فرقة ‏ وملحن وعازف بيانو وعازف جاز أمريكي، ولد في 2 سبتمبر 1928 في نوروولك في الولايات المتحدة، وتوفي في 18 يونيو 2014 في نيو روتشيل في الولايات المتحدة.

## وصلات خارجية
- الموقع الرسمي
- هوراس سيلفر على موقع IMDb (الإنجليزية)
- هوراس سيلفر على موقع الموسوعة البريطانية (الإنجليزية)
- هوراس سيلفر على موقع ميوزك برينز (الإنجليزية)
- هوراس سيلفر على موقع إن إن دي بي (الإنجليزية)
- هوراس سيلفر على موقع أول ميوزيك (الإنجليزية)
- هوراس سيلفر على موقع ديسكوغز (الإنجليزية)
- هوراس سيلفر على موقع قاعدة بيانات الفيلم (الإنجليزية)